# جراح العيون (مسلسل)
جراح العيون هو مسلسل تلفازي عراقي كلاسيكي، عُرِض في عام 1999.

## الممثلون
- أنعام الربيعي (بدور رسمية)
- محمد طعمة التميمي (بدور د. هارون)
- إيناس طالب (بدور فطم)
- عادل عثمان (بدور فيصل حمادي)
- مازن محمد مصطفى (بدور ضياء)
- ميس كمر (بدور أحلام)
- سعد محسن (بدور ثائر)
- الآء شاكر (بدور ندى)
- أحمد شكري العقيدي[2] (بدور حارث)
- أفراح عباس (بدور صبيحة)
- سمر محمد (بدور حجية عزيزة)
- وجدان الأديب(بدور مديحة)
- عز الدين طابو
- مينا يوسف